# Distretto di Bellavista de la Unión
Il distretto di Bellavista de la Unión è uno dei sei distretti della provincia di Sechura, in Perù. Si trova nella regione di Piura e si estende su una superficie di 13,01 chilometri quadrati.
Istituito il 29 gennaio 1965, ha per capitale la città di Bellavista.